# حر بن یزید ریاحی
حر بن یزید ریاحی، از همراهان عمر سعد و از فرماندهان سپاه او در واقعه کربلا بود که به حسین بن علی پیوست. 

## نام، نسب و ابتدای حیات
حر بن یزید ریاحی، با نام کاملِ «حُرِّ بن یَزید بن ناجیَّة بن قَنعَب بن عَتّاب بن الحارِث بن عَمرو بن هَمّام الریاحی الیَربوعی التَمیمی». نسب او به یکی از طوایف قبیلهٔ بنی تمیم (طایفهٔ «بنی ریاح بن یربوع بن حنظله») می‌رسد. برخی منابع نام او را «حرث بن یزید» ذکر کرده‌اند که غلط است. اجداد او به شجاعت و شهامت شهرت داشتند.
به‌طور کلی، از حیات حر تا قبل از وقایع کربلا، اطلاعات زیادی موجود نیست؛ سال تولد وی نیز معلوم نیست. او از رهبران سرشناس قبائل کوفه بود و به نظر می‌رسد در کوفه به شجاعت و شهامت اشتهار داشته است.

## رسیدن حسین بن علی به عراق
وقتی ابن زیاد از حرکت حسین به طرف کوفه مطلع شد، حصین بن نمیر را با ۴٬۰۰۰ نفر به قادسیه فرستاد که حر نیز از فرماندهان این لشکر بود.
در منطقهٔ وادی السابع یا شراف یا ذوحُسُم یا حوالی قادسیه حر به معیت ۱٬۰۰۰ سواره، با حسین بن علی رودررو شد. این هزار نفر بخشی از لشکر ۴٬۰۰۰ نفری حصین بن نمیر بودند. حسین که گویا هنوز از کوفیان قطع امید نکرده بود، از حر پرسید که آیا آنها از طرفدارانش هستند یا ضد او هستند . در این اولین برخورد، هیچ اثری از خصومت بین طرفین دیده نمی‌شد. حر اگرچه به مأموریتی علیه حسین بن علی اعزام شده بود، اما این باعث نمی‌شد برای حسین احترام قائل نباشد. وی به دلیل گرمای هوا، حسین دستور داد تا به حر و سوارانش آب داده شود. و خودش شخصاً در این امر مشارکت کرد. پس از این، حسین انگیزه‌های حرکتش را برای آنها اعلام کرده و به نامه‌های کوفیان اشاره نمود. حر پاسخ داد که در این مورد اطلاعی ندارد و از نویسندگان نامه‌ها نیست. حسین گفت: «اگر مردم کوفه دیگر مرا نمی‌خواهند، مشکلی نیست و من به جایی که ازش آمده‌ام باز خواهم گشت».
شما امامی نداشتید و من وسیلهٔ اتحاد امت اسلامی شدم. برای امر حکومت، خاندان ما از هر کسی لایق‌تر است. افرادی که این امر را در اختیار دارند، استحقاقش را ندارند و حکومتشان عادلانه نیست. اگر از من حمایت می‌کنید، به کوفه می‌آیم. ولی اگر دیگر مرا نمی‌خواهید، به مکان اولم برمی‌گردم.
حر در پاسخ گفت اجازه نخواهد داد حسین به مدینه برگردد؛ بلکه باید به‌همراه حر نزد ابن زیاد در کوفه بیاید. اما حسین نپذیرفت. وچیا ولیری، اسلام‌شناس ایتالیایی، می‌گوید حسین کاروان خود را حرکت داد و حر هم جرأت نکرد خواسته‌اش را پیگیری کند. اما رسول جعفریان، مورخ، می‌نویسد حر گفت چون دستوری مبنی بر اعمال زور ندارد آنها را مجبور نمی‌کند به کوفه بیایند؛ لکن همچنان مانع از بازگشتشان به مدینه خواهد شد. حر در ضمن اعلام تصمیم خود مبنی بر عدم اعمال زور، به حسین گفته بود که «فکر نمی‌کنم مسلمانی باشد که انتظار شفاعت جد تو را نداشته باشد؛ اگر من با تو بجنگم در دنیا و آخرت متضرر خواهم شد». حسین نماز ظهر را به جماعت برگزار کرد و حتی حر و سوارانش به وی اقتدا کردند. حسین تا نماز عصر در همان محل بود و نماز عصر را همان‌جا برگزار کرد. وی پیش یا پس از هر نماز برای سواران حر (که کوفی بودند) سخنرانی نمود. او از مظالم امویان و حقِّ امامت خود صحبت کرد و تأکید داشت که علت آمدن او به عراق تقاضای کوفیان بوده و اگر نظر آنها عوض شده به مدینه باز خواهد گشت.
گروه سواران حر و کاروان حسین تا نینوا به اتفاق یکدیگر حرکت کردند. در آنجا دستور جدیدی از ابن زیاد به حر رسید مبنی بر اینکه حر نباید اجازه بدهد حسین در جایی توقف کند که به آب یا قلعه‌ای مستحکم دسترسی داشته باشد. حر دستور را اطاعت کرد.

## روز عاشورا
در کربلا، عمر بن سعد، فرماندهی واحدهای قبائل تمیم و همْدان را به حر سپرد.
در روز دهم ماه محرم (عاشورا) و پیش از آغاز نبرد، حسین برای مخالفانش سخنرانی کرد و موقعیت خود را به عنوان نوهٔ محمد متذکر شد. سپس کوفیان را به خاطر اینکه ابتدا دعوتش کردند اما بعد به او پشت کردند، ملامت کرد. خواستهٔ او این بود که به وی اجازهٔ خروج از کربلا داده شود. متعاقباً در پاسخ به او گفته شد که قبل از خروج از کربلا، باید با یزید بیعت کند. لیکن حسین این را نمی‌پذیرفت. سخنان حسین، حر را به عکس‌العمل واداشت. او تصمیم گرفت نیروهای ابن سعد را ترک کرده و به حسین ملحق شود.  آنطور که شیخ عباس قمی از ابوجعفر طبری نقل می‌کند، وقتی حر به سمت حسین و یارانش حرکت کرد ایشان ابتدا تصور کردند که حر به قصد جنگیدن با آنان پیش آمده‌است؛ لکن حر وقتی به نزدیکی آنها رسید ایستاد و سپرش را انداخت، و سپاه حسین متوجه شدند که او برای جنگ نیامده‌است. حر نزدیک‌تر شد و سلام کرد و گفتگویی میان او و حسین شکل گرفت.
در سنت شیعی و در توصیف ترتیب وقایع کربلا، از حر بعنوان نخستین کشته‌شده از سپاه حسین یاد می‌شود. این باور بیشتر برگرفته از گزارش شیخ صدوق است که قبل از حر، شخص دیگری را بعنوان مقتول ذکر نکرده. برخلاف شیخ صدوق، اکثر مورخان افراد دیگری را ذکر کرده‌اند که قبل از حر در کربلا کشته شدند؛ اگرچه سخنان حر در موقعیتی که پشت حسین صف‌آرایی کرده بود، می‌تواند حاکی از آن باشد که او اولین کشته‌شده سپاه حسین است.

## دیدگاه‌ها
محمد محمدی ری‌شهری سرنوشت حر را «استثنائی» و «آموزنده» توصیف کرده و از او بعنوان «تنها کسی که در روز عاشورا، فاصله میان دوزخ و بهشت را طی ساعاتی کوتاه، درنوردید» یاد می‌کند. او همچنین سرگذشت حر را دلیلی بر اثبات ایدهٔ «آزادی انسان در انتخاب راه صحیح در زندگی» می‌داند.

## در هنر و ادبیات
در مقتل‌نامه‌های ترکی و فارسی از صف‌آرایی شجاعانه حر در پشت حسین مورد تقدیر شده‌است.

### تعزیه
تعزیه حر همچون دیگر تعزیه‌ها در 10 روز ابتدایی محرم برگزار می‌شد؛ با این توصیف که در برخی شهرها (در ایران) در شب یا روز عاشورا، در برخی دیگر در روز دوم یا شب چهارم یا پنجم یا ششم محرم نمایش داده می‌شد. این تعزیه که در مجموعه‌های کهنِ تعزیه، سه یا چهار مجلس داشته، با حذف حواشی و گفتگوهای تکراری، در یک مجلس به نام «شهادت حر» تنظیم شده‌است. شبیه حر در این تعزیه می‌بایست جوان، قدبلند، دارای چهره و منش پهلوانانه و صدایی جذاب می‌بود

## مقبره

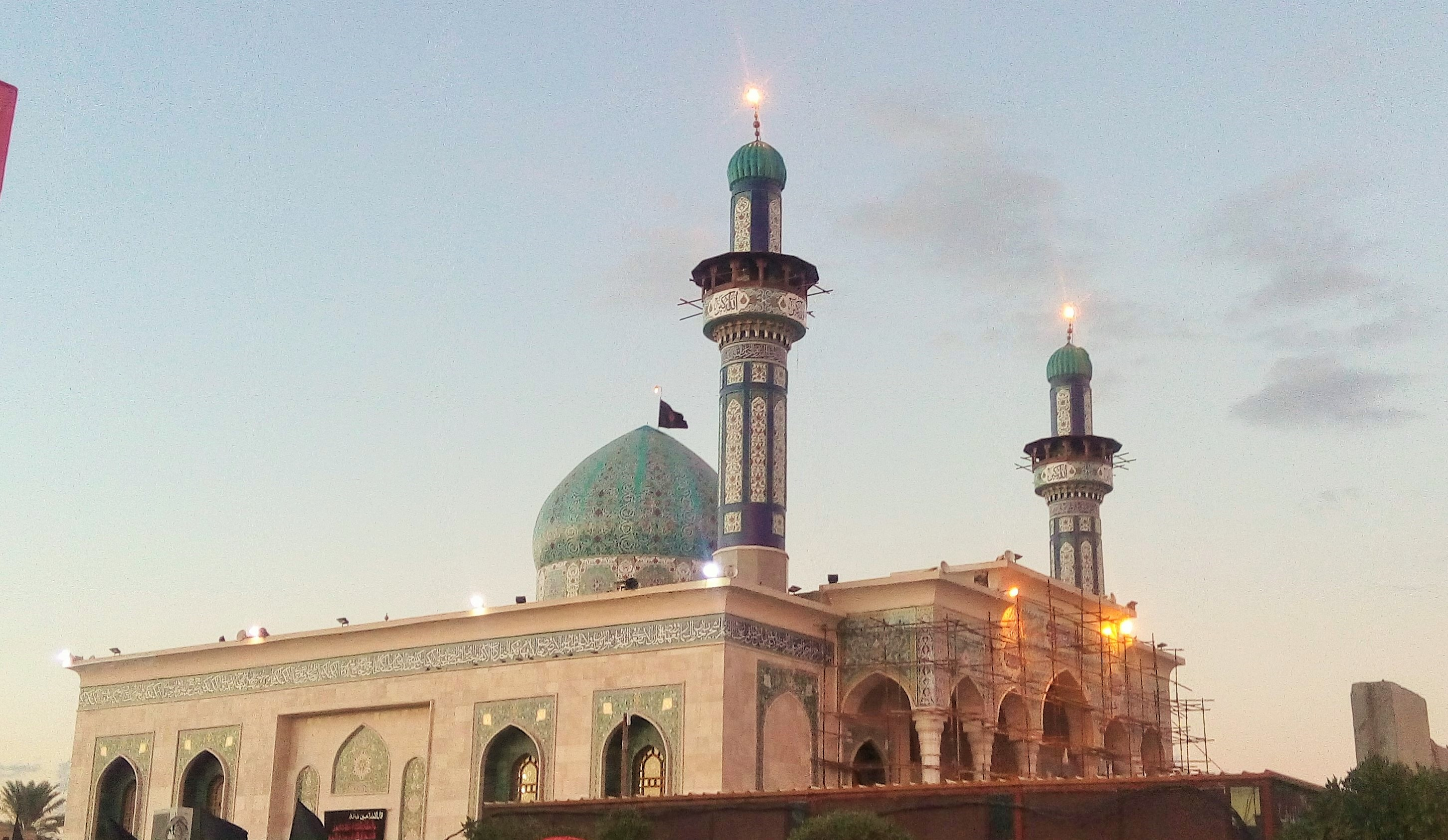
مقبره حر در کربلا

## خاندان‌های منسوب به وی
دربارهٔ نسل حرّ نیز اشاراتی در دست است. در طول تاریخ، دو خاندان به حر منسوب بوده‌اند: خاندان مستوفیان قزوین که حمدالله مستوفی تاریخ‌نگار مشهور از ایشان استو آل حر در منطقه جبل عامل لبنان که یکی از مشهورترین ایشان، شیخ حر عاملی، صاحب کتاب مشهور وسائل الشیعه است.

## در رسانه
| نام بازیگر                           | نوع اثر  | نام اثر     | سال تولید |
| ------------------------------------ | -------- | ----------- | --------- |
| تیمور قهرمان/ با صدای احمد رسول زاده | سریال    | روایت عشق   | ۱۳۶۴      |
| حبیب دهقان نسب                       | سریال    | آخرین دعوت  | ۱۳۸۷      |
| فرهاد قائمیان                        | سینمایی  | رستاخیز     | ۱۳۹۱      |
| سعید نیکپور                          | تله فیلم | ستاره خضراء | ۱۳۸۶      |
| ناصر نظامی(صداپیشه)                  | انیمیشن  | ناسور       | ۱۳۹۴      |